# Le Brouilh-Monbert
Le Brouilh-Monbert é uma comuna francesa na região administrativa de Occitânia, no departamento de Gers. Estende-se por uma área de 12,96 quilômetros quadrados. Em 2010 a comuna tinha 231 habitantes (densidade: 17,8 hab./km²).